# Андижанський розстріл 13 травня 2005 року
Андижа́нський ро́зстріл 13-14 тра́вня 2005 ро́ку — карально-репресивна операція формувань Служби національної безпеки Республіки Узбекистан, поліцейських частин та Збройних Сил проти мирних демонстрантів мешканців міста Андижан (Андижанський велаят, Республіка Узбекистан) та силові дії урядових структур проти озброєних угруповань, що захопили Андижанський хокіміят.

## Передісторія
Республіка Узбекистан є однією з найбідніших держав Центральної Азії та пострадянського простору. За даними Індексу економічної свободи, ВВП на душу населення в країні складає $1007. Рівень безробіття досягає 20 %.
Основною галуззю сільського господарства Узбекистану є вирощування бавовни, що складає 45 % експорту республіки. У процесі її збирання в примусовому порядку задіюються працівники бюджетної сфери, медичні працівники, студенти та школярі.
Одним з найбідніших і найгустонаселеніших регіонів Узбекистану є Ферганська долина в якій розташовується Андижанський велаят.
Приводом до початку протестів став арешт 23 місцевих підприємців, звинувачених у зв'язках із забороненим релігійно-політичним рухом «Акрамія», заснування якого приписують проповіднику Акраму Юлдошеву. У своїй дванадцятисторінковій брошурі «Шлях до віри» Акрам Юлдошев виклав своє бачення життя правовірного мусульманина. Серед іншого, він писав як слід вести підприємницьку діяльність, створювати громадські центри та втілювати гуманітарні та соціальні проекти на благо всього суспільства. Викладене в брошурі вважалось моделлю для нового покоління підприємців у Андижані. Багато молодих освічених людей почали відкривати фірми та успішно працювати на основі написаного ним. Цим вони заслужили похвалу у Президента Республіки Іслама Карімова, що назвав їх «справжніми синами», «зірками» та «гордістю Узбекистану» і нагороджував їх за це різноманітними способами.
Ув'язнені 23 підприємці користувались популярністю серед місцевої громадськості. За деякими даними, вони створили багато робочих місць і проявляли турботу про своїх працівників. Один з цих підприємців розповів експертам Бюро з демократичних інститутів і прав людини (БДІПЛ), що забезпечував своїх співробітників безкоштовною формою, одягом та харчуванням. Багато з них проводили велику соціальну роботу, займались доброчинністю, робили грошові пожертви на потреби шкіл, сирітських притулків та малозабезпечених сімей свого району.
У різний час у червні-липні 2004 р. ці підприємці були арештовані. Ним були висунуті обвинувачення за Статтями 159 («замах на конституційний лад»), 242/1 («організація злочинної змови»), 244/4 а. б. та 244/2 («фінангсування злочинного угруповання» та «створення злочинного угруповання») Кримінального кодексу Узбекистану.
До суду що розпочався 10 лютого 2005 р., обвинувачені провели в ув 'язненні від семи до восьми місяців.
Двоє з опитаних розповіли співробітникам БДІПЛ, що під час перебування в ізоляторі тимчасового утримання вони зазнавали жорстокого поводження, погроз та /або катувань. Доки підприємці перебували в ув'язненні, податкова інспекція ретельно вивчала всі аспекти їх господарської діяльності. Багатьох співробітників, друзів та родичів викликали на допити і, як повідомляли, в кінцевому підсумку були змушені підписати обвинувальні покази проти всіх 23 обвинувачених. В ході судового засідання було заслухано виступи понад ста свідків, з яких багато заявили в залі суду, що дали обвинувальні покази проти підсудних з примусу.
Ще одна група підприємців з 13 людей була заарештована 24 січня. Їх також пов 'язували з «Акрамією», інкримінуючи ті ж правопорушення, що й першій групі з 23 підприємців.

## Початок протестів
Напруга в Андижані зростала протягом усієї весни. 10 травня 2005 р. близько ста людей вийшли на вулиці Андижана на знак протесту проти затримання підприємців. Наступного дня, під час останнього судового засідання, біля будівлі суду зібрались від 2 до 4 тисяч людей. Протестувальникам оголосили, що багато обвинувачень, висунутих проти підсудних знято і всі 23 підприємці вийдуть на волю. Однак після обіду виявилось що оголошення вироку відкладається, що викликало роздратування і гнів у тих хто зібрався. Деякі з протестувальників запропонували звернутись з колективним листом на ім 'я Президента Іслама Карімова і до 24 неурядових правозахисних організацій, заявляючи, що, якщо вони не будуть звільнені, вони організують акцію протесту.
12 травня були заарештовані декілька чоловіків з родичів 23 підприємців. Причини арешту невідомі.

## Захоплення в'язниці
Вранці 13 травня група невідомих 35 осіб захопила будівлю андижанської в'язниці, звільнивши з камер усіх ув'язнених в тому числі підсудних підприємців. Охоронців в'язниці було перебито. Через звільнених ув'язнених озброєні особи повідомили про запланований мітинг на 13 травня площі Бабура.

## Мітинг на площі Бабура
Вранці андижанці дізнались про мітинг. Деякі дізнались про нього від знайомих і сусідів, інші — від водіїв таксі. Треті, йдучи на роботу, помітили що щось відбувається і вирішили приєднатись до натовпу на площі, а не йти на свої робочі місця. На площі перед пам 'ятником Бабуру було встановлено мікрофони і кожен з присутніх міг піднятись й висловитись щодо своїх проблем. Виступаючі говорили про безробіття, злидні, корупцію місцевих чиновників, про несправедливість пов'язану з нещодавніми арештами та судовими процесами.
Учасники демонстрації хотіли негайного звільнення підприємців і закликали ООН, ОБСЄ, а також Росію та США виступити посередниками у конфлікті між людьми та владою. Також люди очікували приїзду в Андижан Президента республіки Іслама Карімова, щоб той їх вислухав і допоміг вирішити проблеми.
Група озброєних осіб захопила будівлю обласного хокіміяту і взяла в заручники 20 осіб (серед них були прокурор області та голова обласної податкової інспекції). Заручників утримували в будівлі хокіміяту до вечора, коли натовп покинув площу (взявши заручників з собою).
Особи, що захопили адміністрацію намагались розпочати переговори з владою і зокрема з міністром внутрішніх справ Узбекистану Закіром Алматовим.
Працівники правохоронних органів ще з ранку оточили в'їзд на площу однак пропускали піших.

### Перші постріли
Перші постріли в натовп на площі з боку правоохоронних органів були здійснені ще вранці. Далі, згідно свідчень працівники служби безпеки неодноразово відкривали вогонь по беззбройним, внаслідок було вбито і поранено велику кількість людей.
Вогонь вівся з декількох транспортних засобів УАЗів, БТРів, вантажівок марки «ЗІЛ», що під'їзджали до площі в різний час і з різних боків. Згідно свідчень у натовпі було вбито чи поранено не менше сотні людей. Відбулась, як мінімум одна перестрілка між озброєними людьми, що захопили будівлю хокіміяту та співробітників сил безпеки.

## Розстріл демонстрації

### Обстріл у Андижані
Близько сімнадцятої-вісімнадцятої години сили безпеки перейшли в наступ з декількох боків. В цей час на площі перебувало 10-15 тисяч протестувальників, що продовжували очікувати приїзду президента. Натовп кинувся тікати проспектом Чолпона, в єдиному напрямку звідки в той час не вівся вогонь. Натовп рухався двома групами: передова 300-400 людей, переважно чоловіки, але серед них були жінки та діти. Попереду виставили заручників, друга група складалась з чоловіків жінок та дітей, яких розташували в середині натовпу. У перших рядах цієї групи також вели заручників.
Рухаючись проспектом Чолпона приблизно через 500 метрів перша група побачила, що вулицю перегородили автобуси. Працівники служби безпеки вели з-за автобусів вогонь на ураження. Багато людей було вбито і поранено, разом із заручниками. Раптово обстріл припинився і натовп, розчистивши прохід, рушив далі.
Підходячи до перехрестя проспекту та вулиці Байнал-Мінал натовп потрапив під перехресний обстріл з боку другої барикади напроти школи №15, де стояли один чи два БТРи, а також загорожа з мішків з піском, де розташувались працівники озброєні автоматами. З дахів будинків уздовж проспекту Чолпона по натовпу вівся вогонь. Коли він припинився вони встали іпродовжували йти. Це повторювалось як мінімум чотири рази. Згідно свідчень люди в натовпі махали шматками білої тканини, можливо обривками одежі і просили не стріляти в них. Саме тут було найбільше жертв.
Натовп чисельністю від 1000 до 1500 людей звернув на вулицю Байнал-Мінал і рухався далі провулками. Деякі відходили в різних напрямках, а ті що лишились — до кордону з Киргизстаном.

### Розстріл біженців у селі Тешик-Таш
Натовп продовжував рухатись протягом 10 годин і близько третьої-четвертої години досяг села Тешик-Таш (Уйчинський район, Нанманганської області) близько тридцяти кілометрів від Андижану. за свідченням біженців у селі місцевий житель згодився показати людям безпечний перехід через кордон. На одній з вулиць села було знов відкрито вогонь по людях, що вівся працівниками сил безпеки кількістю 10-15 людей, що супроводжувалась БТРом. Число вбитих і поранених склало, згідно свідків 8-12 людей (серед загиблих був і провідник). Люди роззосередились і зібрались вже на іншій вулиці Тешик-Таша.

## Перетин кордону з Киргизстаном
Було вирішено перетнути кордон по мосту через річку Карадарья. Рухаючись через міст, люди розмахували шматками білої тканини. На протилежному боці їх зустріли киргизські прикордонники, що перевіривши всіх на наявність зброї, пропустили. Таким чином, на киргизьку територію прибуло близько 500 людей.
Біженці розташувались у наметовому містечку біля міста Карасу. Киргизські чиновники, що прибули до табору, умовляли втікачів повернутись до Узбекистану, однак ті відмовились. Понад 460 осіб отримали рішенням ООН статус політичних біженців і право на політичний притулок у третій країні, якою стала Румунія.

## Кількість загиблих
За офіційними даними узбецької влади загинуло 187 людей, але відразу після розстрілу протестувальників почала надходити інформація про масові поховання довкола Андижану. Деякі очевидці заявляють про випадки, коли в одній могилі ховали по троє людей, щоб приховати кількість загиблих. Узбецька служба Радіо Свобода отримала повідомлення про вантажні літаки, які прибули в Андижан для перевезення тіл загиблих до інших регіонів Узбекистану, щоб приховати їх по всій країні. Точний підрахунок жертв так і не був зроблений.

## Судові процеси над учасниками протестів
Незважаючи на те, що узбецька влада неодноразово заявляла, що переслідує лише терористів і закликала мирних жителів повернутись на батьківщину, мали місце неодноразові випадки, коли біженців, що повернулись, засуджували на великі терміни ув'язнення.
Суд проходив у декілька етапів з 20 вересня до 12 грудня 2005 р. Представники дипломатичного корпусу та міжнародних організацій, включаючи ООН, ОБСЄ, БДІПЛ, УВКБ ООН та ШОС, спостерігали за судовим процесом та мали свій доступ до зали суду. Всього за участь у мітингу та збройному заколоті було засуджено 121 особу. Засуджені в основному отримали від 14 до 20 років ув'язнення, обвинувачені за статтями зумисне вбивство за обтяжуючих обставин, замах на конституційний лад Республіки Узбекистан, тероризм та інше.

## Реакція міжнародної спільноти
США та інші країни Заходу відразу ж зажадали незалежного розслідування подій в Андижані і звинуватили узбецьку владу у «нерозбірливому застосуванні сили» при придушенні збройного заколоту. Офіційні особи Узбекистану назвали це втручанням у внутрішні справи країни. Євросоюз і Конгрес США ввели санкції проти Узбекистану. Однак у жовтні 2009 р ембарго та інші обмеження були зняті.
23 листопада 2005 року Генеральна Асамблея ООН прийняла резолюцію, яка засуджує Узбекистан за його відмову розглядати події в Андижані інакше, ніж внутрішню справу країни. За неї проголосували 74 країни, проти — 39, утрималися — 58. Серед тих, хто голосував проти були Афганістан, Азербайджан, Білорусь, Зімбабве, Індія, Казахстан, Китай, Куба, Лівія, Російська Федерація, Саудівська Аравія, Північна Корея, Сирія, Таджикистан, Туркменістан та ін.
Першою країною, яку президент Узбекистану Іслам Карімов відвідав після андижанських подій, стала КНР. 25 травня голова КНР Ху Цзіньтао і Карімов підписали договір про партнерські стосунки дружби і співпраці. Керівництво Китаю на тлі тиску з боку Заходу зайняло бік президента Узбекистану. В інтерв'ю газеті «Женьмінь жибао» Карімов заявив, що події в Андижані керувалися і фінансувалися з-за кордону: «Злочинці і ті сили що стоять за ними мали намір дестабілізувати ситуацію не тільки в Узбекистані, але і у всій Центральній Азії». Офіційний представник МЗС КНР Кун Цюань підтвердив, що в Китаї підтримують «зусилля влади Узбекистану по боротьбі з тероризмом, сепаратизмом і релігійним екстремізмом» (він також зазначив, що «Зміни, що відбулися в Узбекистані події — внутрішня справа цієї країни») .

## Депортація узбецьких політбіженців з України до Узбекистану
В Україну з Андижану потрапило кілька десятків узбеків. 14 лютого 2006 року розгорівся міжнародний скандал, коли за рішенням української влади 11 з них були заарештовані представниками СБУ, а потім депортовані. Все це відбувалося у Криму. Тоді Сполучені Штати Америки, Європейський Союз, УВКБ ООН та ряд міжнародних правозахисних організацій висловили своє занепокоєння утисками прав людини в Україні.
Можливо, саме ця реакція міжнародної спільноти уберегла ще шістьох політичних біженців із Узбекистану — Мухіддіна, Ікрома, Мірвахіда, Ухтамжона, Алімова та Мухаммаджона, які знайшли притулок саме у Вінниці.
Всі шестеро громадян Узбекистану звернулися із заявами до начальника відділу міграційної служби у Вінницькій області. Копію своїх заяв вони направили до Верховного комісаріату ООН у справах біженців. На даний момент (2006 р.) Мухаммаджону та Ухтамжону відмовлено в оформленні документів, справи чотирьох розглядає держава. У Вінницькій правозахисній групі переконані, що недопуск до процедури Мухаммаджона та Ухтамжона грубо порушує їхні права, в тому числі, і на свободу від катувань. Тому Мухаммаджон та Ухтамжон звернулися з адміністративним позовом до відділу міграційної служби у Вінницькій області.